# Renaissance Island
Renaissance Island (oude naam: Sonesta eiland) is een privé-rifeiland voor de kust van Aruba ter hoogte van de internationale luchthaven Koningin Beatrix. 

## Overzicht
Het 16 ha groot koraalrifeiland werd gekocht door Sonesta Hotels, en werd in 1989 geopend als Sonesta eiland. In 1991 werd Sonesta overgenomen door Ramada Renaissance Hotels, en werd de naam van het eiland gewijzigd in Renaissance Island. Het is een privé-eiland dat alleen overdag te bezoeken is. Het langgerekte rifeiland biedt witte stranden, mangrovebossen en een grote variëteit aan vogels.
Er zijn twee stranden: Iguana Beach is voor gezinnen, en Flamingo Beach is voor volwassen. Iguana Beach is vernoemd naar de iguana's die op het strand voorkomen. Flamingo Beach heeft als enige plaats in Aruba flamingo's, die geïntroduceerd zijn. Beide diersoorten komen soms ook op het andere strand langs. Tussen 07:00 en 19:00 vertrekt een boot van het Renaissance Aruba hotel naar het rifeiland. Niet-hotelgasten kunnen tegen betaling meereizen.
Twee kleine vliegtuigen, een Beechcraft Model 18 en een Convair 400 zijn voor kust tot zinken gebracht om een duikplek te creëren. Het is mogelijk om in een cabana (kleine hut) te overnachten op het eiland.

## Galerij

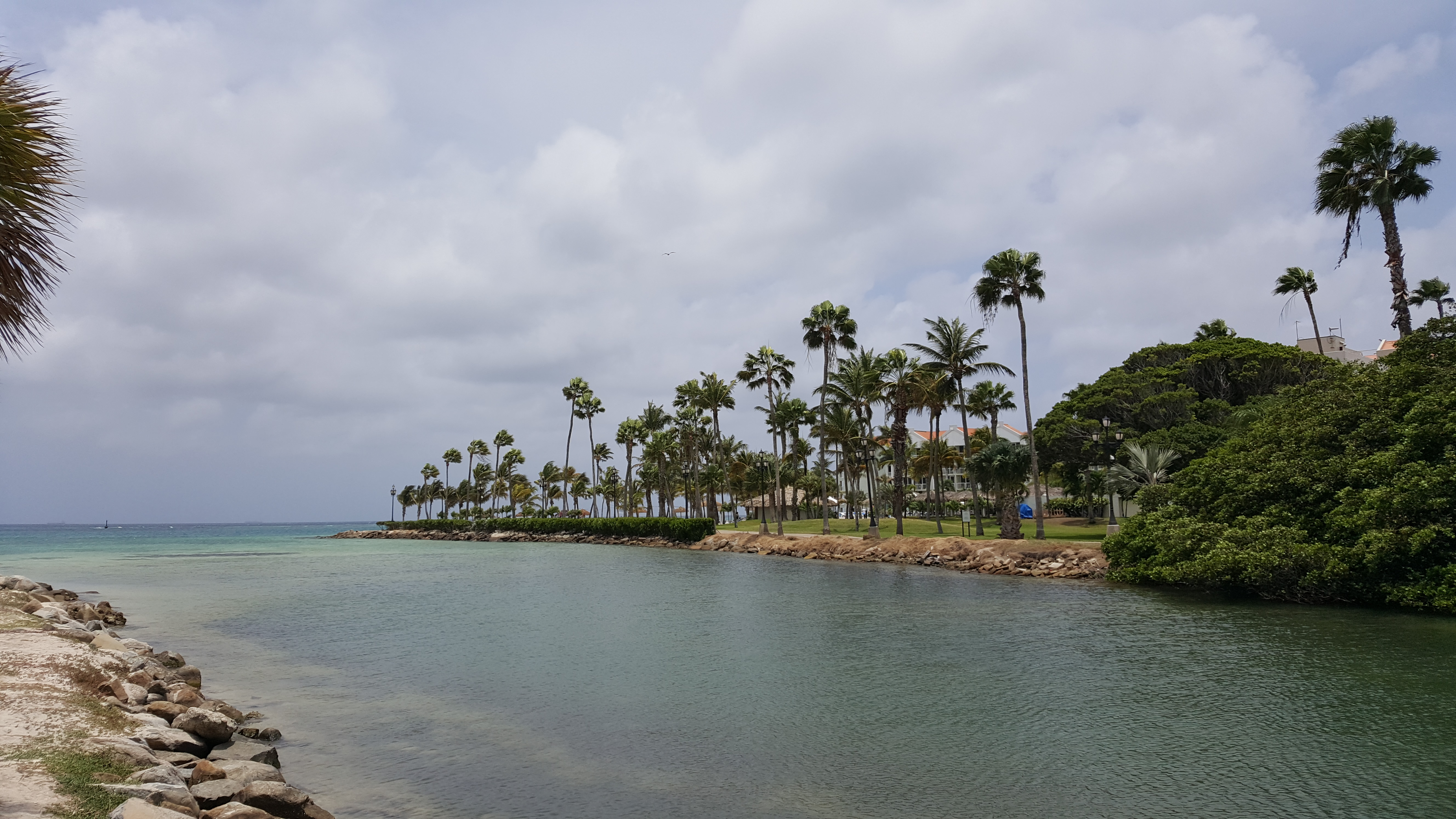
Renaissance Beach
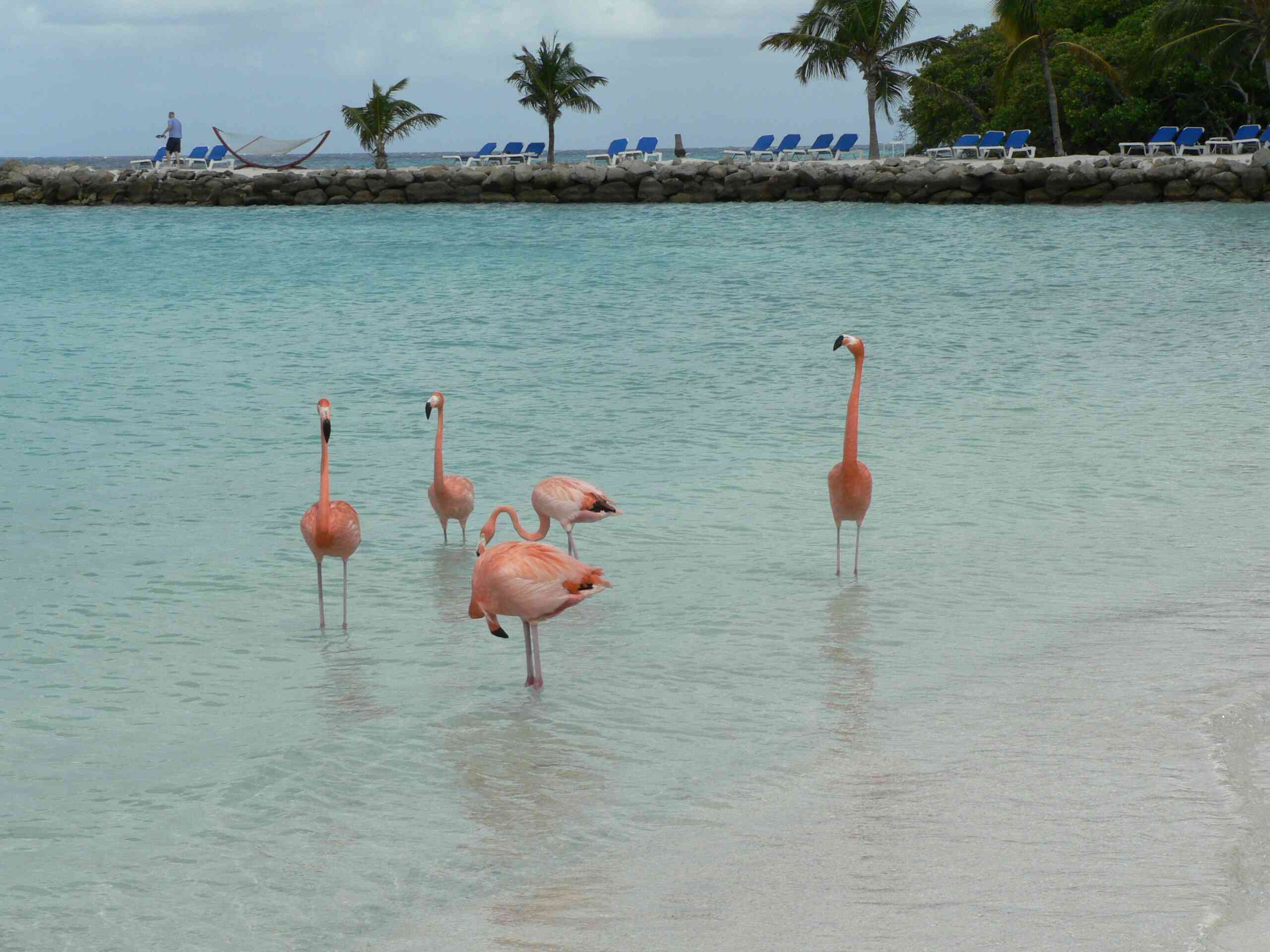
Flamingo's in Aruba
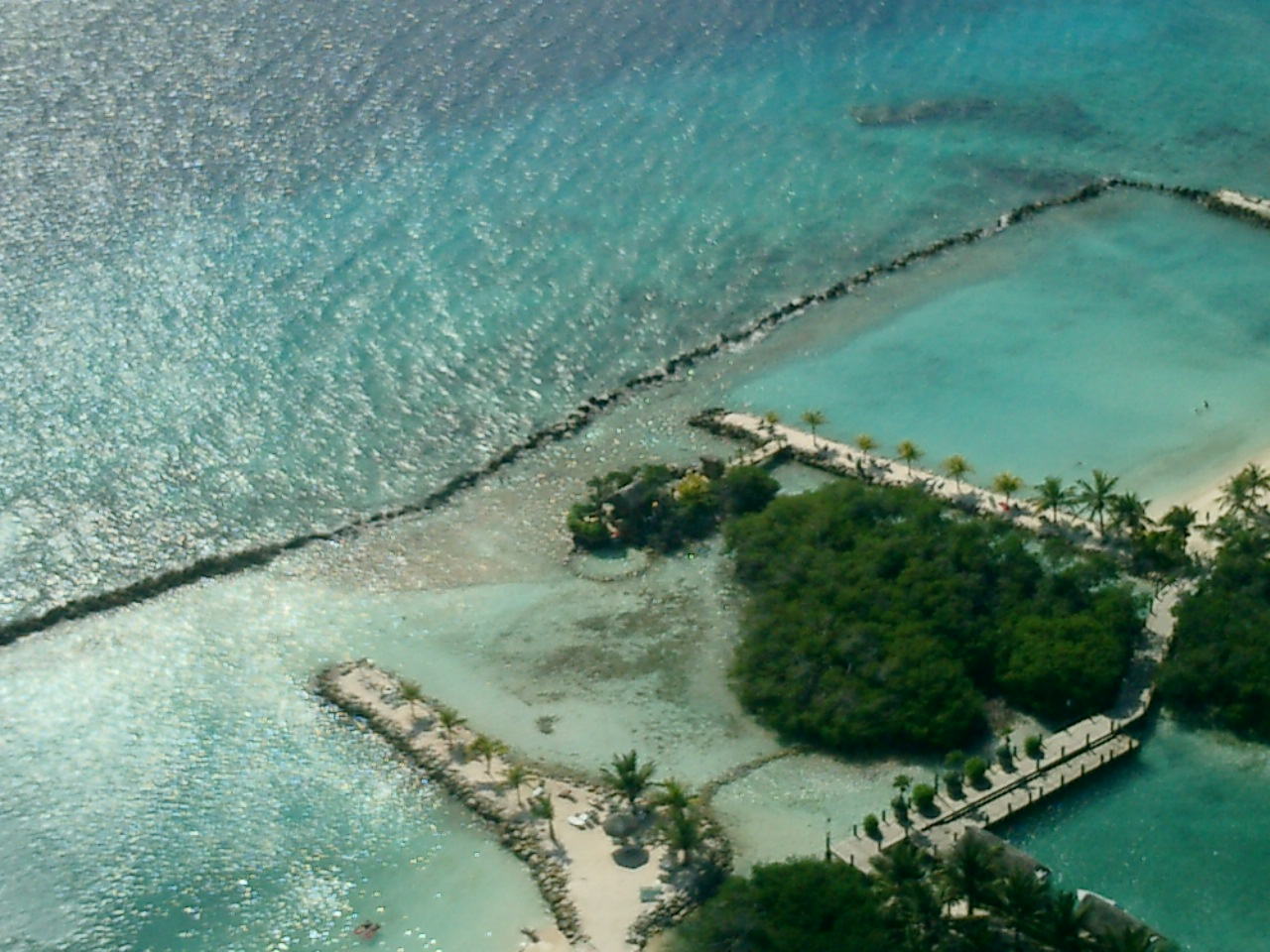

Aruba · Bonaire · Curaçao · Saba · Sint Eustatius · Sint Maarten — Cow & Calf · Green Island · Hen & Chickens · Klein Bonaire · Klein Curaçao · Molly Beday · Palmeiland · Pelikan Key · Renaissance Island 

Zie ook: Caribisch Nederland
Arashi Beach · Baby Beach · Daimari Beach · Eagle Beach · Flamingo Beach* · Iguana Beach* · Mangel Halto · Palm Beach · Palmeiland* · Rodgers Beach

* privéstranden